# Бамус, Дрисс
Дрисс Бамус (фр. Driss Bamous; 15 декабря 1942 — 16 апреля 2015) — марокканский футболист, полузащитник. Кроме того, он был квалифицированным профессиональным солдатом военной академии Сен-Сир, Франция.

## Карьера
Выступал за футбольный клуб ФАР в чемпионате Марокко. Он играл за сборную Марокко на летних Олимпийских играх 1964, его сборная не вышла из группы, проиграв Венгрии и Югославии со счётом 6:0 и 3:1 соответственно. Также Бамус играл на чемпионате мира 1970, где Марокко заняло последнее место в группе, сумев выбороть лишь одну ничью с Болгарией 1:1. После окончания игровой карьеры Бамус стал президентом Королевской марокканской футбольной федерации и организовал в 1988 году Кубок африканских наций в Марокко. В 2006 году он был зачислен КАФ в список 200 лучших африканских футболистов за последние 50 лет. В 2003 году он был повышен до бригадного генерала вооружённых сил Марокко.